# Рух за права осіб з інвалідністю
Рух за права людей з інвалідністю — це глобальний соціальний рух, який прагне забезпечити рівні можливості та рівні права для всіх людей з інвалідністю.
Він складається з активістських організацій з питань інвалідності у всьому світі, які працюють над вирішенням питань, таких як: доступність і безпека в архітектурі, транспорті та фізичному середовищі; рівні можливості, справедливість у працевлаштуванні, освіті та житлі; свобода від дискримінації, жорстокого поводження, зневаги та інших порушень прав. Активіст(к)и з інвалідністю працюють над тим, щоб подолати інституційні, фізичні та соціальні бар’єри, які заважають людям з інвалідністю жити своїм життям, як інші громадяни.
Права людей з інвалідністю є складним питанням, оскільки існує кілька способів порушення прав людини з інвалідністю у різних соціально-політичних, культурних і правових контекстах. Наприклад, найпоширенішою перешкодою, з якою стикаються люди з інвалідністю, є працевлаштування. Зокрема, роботодавці часто не бажають або не можуть забезпечити необхідне пристосування для того, щоб люди з обмеженими можливостями могли ефективно виконувати свої робочі функції. (див. Інвалідність і бідність)

## Бар'єри інвалідності

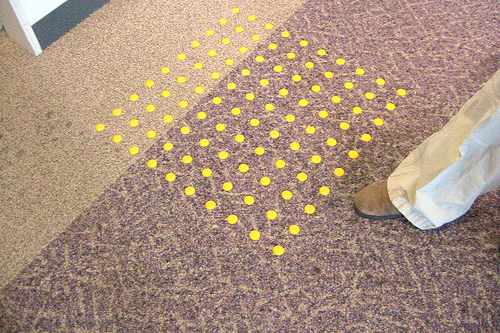
Тактильне покриття для людей із вадами зору в аеропорту Токіо-Наріта, Японія

Соціальна модель інвалідності припускає, що головна проблема інвалідності («доступність») спричинена тим, як організоване суспільство, а не порушенням здоров’я людини. Ця модель припускає, що бар'єри в суспільстві створюються через ейблізм. Коли «немає перешкод», люди з інвалідністю можуть бути незалежними та рівноправними в суспільстві.
Існує три основних типи бар'єрів:
1. Перешкоди через ставлення (ейблізм): створюються людьми, які бачать лише інвалідність замість людини. Ці бар’єри ставлення можна виявити через залякування, дискримінацію та страх. Ці перешкоди включають низькі очікування від людей з інвалідністю. Цей бар’єр лежить в основі усіх інших бар’єрів.[7][8][9] Ставлення до людей з інвалідністю у країнах з низьким і середнім рівнем доходу може бути ще більш екстремальним.[10]
2. Бар’єри у середовищі: недоступне середовище, природне чи штучне, сприяє інвалідизації, створюючи бар’єри для абілітації (залучення).
3. Інституційні бар'єри: закони, політики, практики або стратегії, які дискримінують людей з інвалідінстю. Наприклад, дослідження п’яти країн Південно-Східної Азії виявило, що виборче законодавство не захищає політичні права людей з інваілдіністю, тоді як «деякі банки не дозволяють людям із вадами зору відкривати рахунки, а центри тестування на ВІЛ часто відмовляються приймати людей через незнання жестової мови та людей з вадами слуху з перекладачами через політику конфіденційності».[11] У деяких країнах існують обмежувальні закони, які особливо стосуються людей з інтелектуальними або психосоціальними вадами.[12]

Інші перешкоди включають: інтерналізовані перешкоди (низькі очікування від людей з інвалідністю можуть підірвати їхню впевненість і прагнення).

## Коротка історія боротьби
1977 рік. США. 150 американок та американців окупували на 28 днів офіс Міністерства охорони здоров’я, освіти та соціального забезпечення з вимогою прийняти розділ 504 Закону про реабілітацію. Цей протест пізніше увійшов в історію під назвою “Сидячий страйк 504”.
1980 рік. Німеччина. Більше 5000 осіб з інвалідністю вперше зібрались на протести по всій західній Німеччині через судове рішення під історичною назвою “Франкфуртське рішення”. Цим рішенням суд задовольнив позов на скорочення витрат на проїзд особі, яка під час подорожі повинна була споглядати особу з важкими формами інвалідності.
1987 рік. Україна досі у складі СРСР відчуває наслідки війни в Афганістані та Чорнобильскої катастрофи. Рішенням січневого пленуму ЦК КПРС 1987 року дозволили створювати громадські об’єднання. Опісля почали з’являтися ветеранські об’єднання, спортивні клуби людей з інвалідністю, організації батьків дітей з інвалідністю. У 2000-х і до середини 2010‑х активістки й активісти починають змінювати парадигму своєї діяльності: з використання реабілітаційної моделі інвалідності вони переорієнтовуються на соціальну й правозахисну. Основною метою стає ратифікація Конвенції за права осіб з інвалідністю.
1992 рік. Велика Британія. Близько 1500 осіб з інвалідністю заблокували вулиці та прикували себе до публічного транспорту на знак протесту проти 24‑годинного благодійного телемарафону зі збору коштів для людей з інвалідністю. Тональність програми, де людей з інвалідністю представляли як пасивних і вдячних отримувачів благодійних внесків, обурило спільноту. Людей також обурював закон, який дозволяв дискримінувати за ознакою інвалідності. Завдяки цим протестам у 1995 році монархія заборонила дискримінацію в трудовій сфері та посилила захист прав споживачів з інвалідністю.
У 2006 році Організація Об’єднаних Націй ухвалила Конвенцію про права людей з інвалідіністю .

## Міжнародний день боротьби за права людей з інвалідністю
Щороку 5 травня в усьому світі відбуваються заходи для привернення уваги суспільства до проблем людей з інвалідністю, до потреби захисту їхніх прав та гідності, права на рівні можливості.
5 травня 1992 року люди з інвалідністю із сімнадцяти країн одночасно провели перший загальноєвропейський день боротьби за рівні права і проти дискримінації людей з інвалідністю.